# Rameshwari Nehru
Rameshwari Nehru (Hindi: रामेश्वरी नेहरू) (10 december 1886 - Delhi, 8 november 1966) was een Indiase feminist en was gehuwd met Brijal Nehru, een neef van Jawaharlal Nehru.

## Biografie
Rameshhwari Nehru werd geboren als de dochter van Raja Narendra Nath en ze behoorde daarmee tot de aristocratisch klasse. Ze groeide op in voorouderlijk huis in Lahore. Haar vader ontzegde haar en haar zussen onderwijs, maar toch slaagde ze erin wat onderwijs te verkrijgen van haar gouvernante. Als kind al droomde ze van een onafhankelijk India.
In 1902 trouwde ze met Brijal Nehru. Door haar huwelijk kwam ze in een westerse en liberale familie terecht en aldaar kon ze haar eigen liberale ideeën uitten. Door haar emancipatoire houding wist ze de vrouwen uit haar familie in Lahore te overtuigen om hun traditionele Purdah af te danken. In 1909 startte Nehru het eerste Indiase vrouwelijke blad Stree Darpan en via dit medium maakte ze zich hard voor vrouwenrechten en hervormingen in genderverhoudingen. Ook zette ze zich in voor vrouwenkiesrecht in het onafhankelijke India, want dat was na de onafhankelijkheid nog niet het geval.
Een andere groep waar Nehru zich hard voor maakte waren de prostituees. Om hen te helpen richtte ze Association for Moral and   Social Hygiene en de Nari Niketan op. Daarnaast zette ze zich ook in voor de Indiase vrouwen in het buitenland. Begin jaren 30 reisde ze af naar Engeland waar ze sprak op verschillende bijeenkomsten die werd bijgewoond door zowel Indiase als Britse vrouwen. In 1955 kreeg Nehru van de Indiase overheid de Padma Bhushan voor haar bijdragen voor de rehabilitatie van vluchtelingen en met name de weduwen, wezen, kinderen en ouderen.